# Centrocardita squamigera
Centrocardita squamigera is een tweekleppigensoort uit de familie van de Carditidae. De wetenschappelijke naam van de soort is voor het eerst geldig gepubliceerd in 1832 door Deshayes.